# Venus de Buret

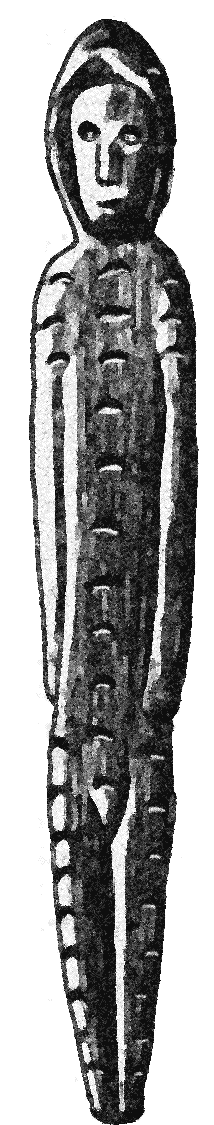
Un dibuix de la figura de Venus

La Venus de Buret es pot referir a qualsevol de les cinc figures de Venus trobades al jaciment arqueològic de Buret a Sibèria, prop d'Irkutsk i la vall del riu Angara.
Quatre n'estan fetes d'ivori i una de serpentinita. Una de les figuretes (en la imatge) fetes d'ivori representa una persona embolicada. Una estatueta coberta semblant s'ha trobat a Mal'ta. Les talles en podrien representar roba decorada. La figureta és parcialment ambigua sexualment per manca de sins, però té un triangle púbic emfasitzat i àrea vaginal.
Les figures de Venus de la cultura de la zona de Malament'ta-Buret es consideren geogràficament aïllades. Tenen característiques que difereixen d'altres Venus paleolítiques, ja que duen roba, en lloc d'estar nues, i també tenen rostres tallats.